# Озынпом
Озынпом  — деревня в Сысольском районе Республики Коми в составе сельского поселения  Пыёлдино. 

## География
Расположена на расстоянии 3 км на север-северо-восток от центра поселения села Пыёлдино.  

## Топонимика
В переводе с коми Озынпом «деревня в конце причала».

## Население
Постоянное население  составляло 18 человек (коми 100%) в 2002 году, 24 в 2010 .